# 에른스트 하르테르트
에른스트 요한 오토 하르테르트(독일어: Ernst Johann Otto Hartert, 1859년 10월 29일~1933년 11월 11일)는 독일의 조류학자이자 조란학자이다. 하르테르트는 함부르크에서 태어났다. 1892년부터 1929년까지 트링에 있는 라이오넬 월터 로스차일드의 개인 박물관에서 조류학 학예사로 고용되었다.
하르테르트는 1년에 4번 로스차일드와 함께 Novitates Zoologicae (1894-1939)라는 박물관 저널을 출간했으며, 조르단, 티스허스트, 위더바이과 함께 Hand List of British Birds (1912)를 출간했다. Die Vögel der paläarktishen Fauna (1903-22)를 저술하였으며 고용주의 원조로 인도와 아프리카, 남아메리카를 여행하였다.
1930년, 하르테르트는 은퇴 후 베를린에서 머물다 사망하였다.